# Gueto de Białystok

Plano del gueto de Białystok.

Los alemanes establecieron el gueto de Białystok en 1941 como campo de concentración de la población judía residente en la ciudad polaca homónima, en el marco de la Segunda Guerra Mundial. Fue disuelto en 1943 tras el asesinato o deportación de los prisioneros, por parte de las fuerzas alemanas de ocupación.

## Antecedentes históricos

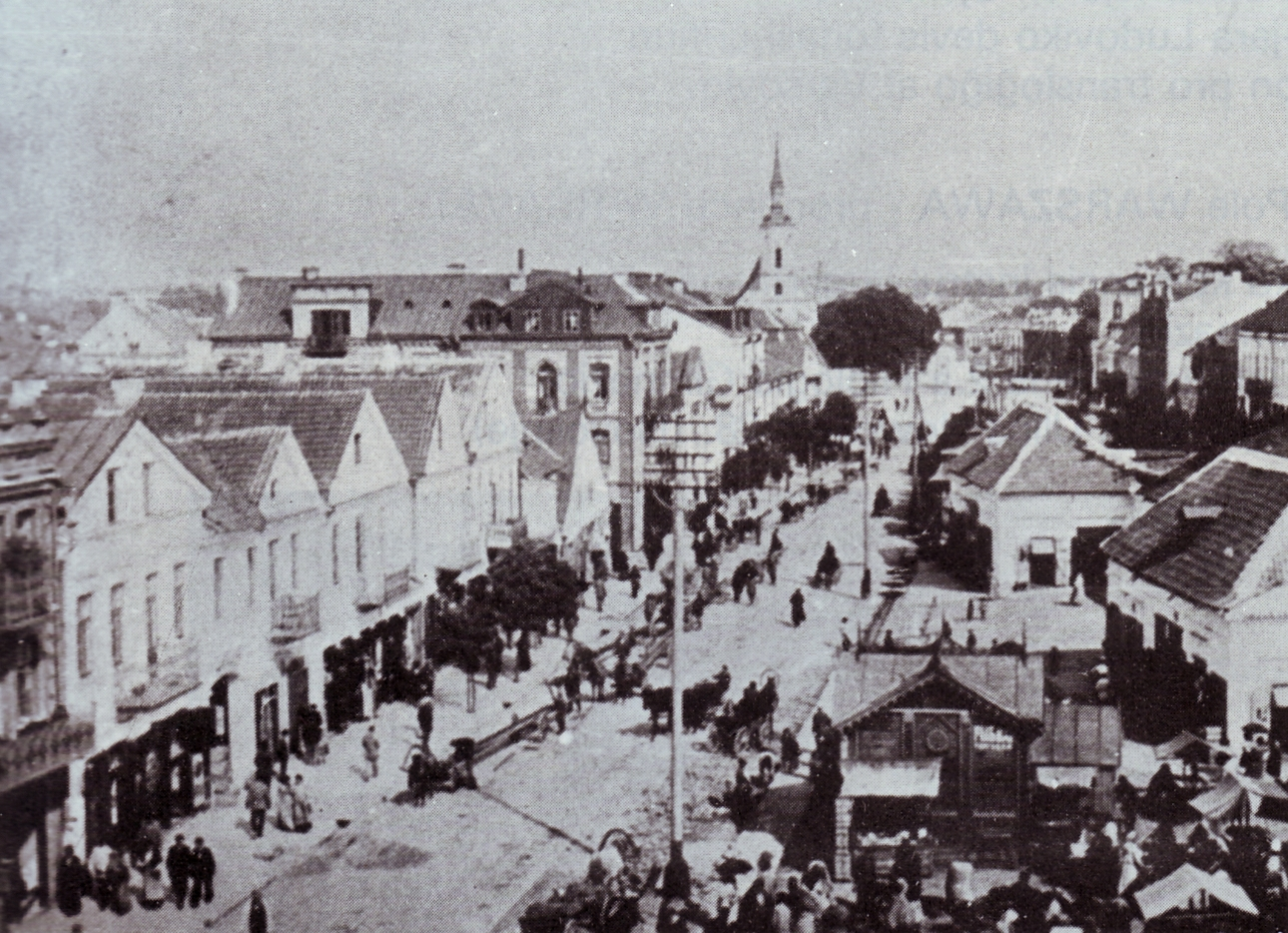
Vista del centro de Białystok hacia 1900.

Bialystok es una ciudad ubicada a unos 180 km al noreste de la capital polaca, Varsovia, cerca de la actual frontera con Bielorrusia. La ciudad tiene, como toda la región, un pasado turbulento: en el año 1795 pasó a formar parte de Prusia, en 1807 de Rusia, en 1921 - después de la Primera Guerra Mundial - de Polonia; a comienzos de la Segunda Guerra Mundial a raíz de pacto de no agresión nazi-soviético, la ciudad pasó a control de la Unión Soviética en 1939 y en 1941 fue ocupada por el ejército alemán e incorporada a Prusia Oriental.
Bialystok era considerada la ciudad de Europa Oriental con el mayor porcentaje de población judía (estimado en más del 60%). Un censo realizado en 1931 mostró que de una población de alrededor de 91.000 personas, cerca de 40.000 (un 43% por ciento) eran de ascendencia judía. Cuando se desató la invasión alemana a Polonia el 1 de septiembre de 1939 la población judía había crecido a alrededor de 50.000 personas.
El día 15 de septiembre de 1939 el ejército alemán conquistó la ciudad, pero a raíz de la invasión soviética de Polonia en 1939 y en virtud del protocolo secreto del pacto de no agresión, la ciudad pasó a formar parte de la zona de ocupación soviética, siendo anexada a la República Socialista Soviética de Bielorrusia.

## Ocupación alemana
Después de la invasión alemana de la Unión Soviética en 1941, Bialystok fue ocupada por el ejército alemán. Mientras tanto, la población judía había aumentado debido a la afluencia de más de 60.000 personas. El día de la ocupación alemana, el 27 de junio de 1941, pasó a ser conocido por la  comunidad judía como el "viernes rojo", pues un batallón de la Policía alemana encabezada por el coronel Ernst Weis reunió a un grupo de personas en la Gran Sinagoga ubicada en el barrio judío, para después prenderle fuego. Al menos 700 personas resultaron quemadas vivas. En total, se produjo en las primeras dos semanas de la ocupación alemana, la muerte de 4.000 judíos, por ataques o asesinatos en masa, bajo las órdenes directas del líder de las SS Heinrich Himmler.

## Establecimiento del gueto

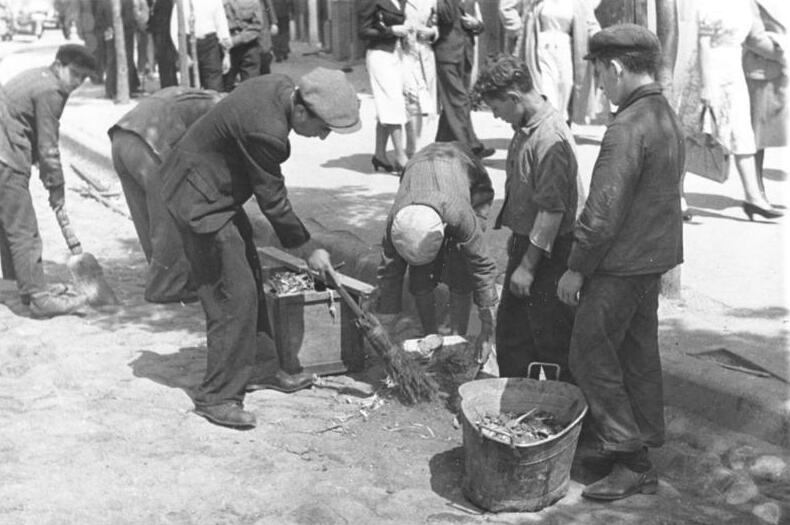
Judíos trabajando en obras viales.

Poco después de la ocupación, el rabino Gedaliah Rosenmann y el presidente de la comunidad judía, Efraim Barasz fueron invitados a formar un Judenrat (Consejo Judío) de doce personas. El 1 de agosto de 1941, el gueto fue construido en dos pequeñas zonas a ambos lados del río Biała y cercados con madera y alambradas. Les fueron expropiadas todas las propiedades a los judíos y todas las personas entre 15 a 65 años fueron reclutadas para trabajo forzado.
Al igual que en otros guetos, el espacio para la gran cantidad de personas era insuficiente, debiendo compartir una habitación individual ente dos o tres familias, generalmente. Del mismo modo la obtención de alimentos era irregular e insuficiente. Para abastecer a la población se recurría al contrabando de alimentos y también se intentó crear un espacio en gueto para cultivar frutas y hortalizas. En septiembre de 1941 fueron deportados 4.500 enfermos, que no estaban en condiciones de trabajar, a Pruzhany, una ciudad a 100km al sur de Bialystok.
El gueto de Bialystok desarrolló un área industrial. Dentro de sus límites se encontraban unas diez fábricas de propiedad del empresario alemán Oskar Steffen. La mayoría de los residentes estaban obligados a trabajar allí o en otros talleres en el gueto. Sólo un pequeño número trabajó en otros lugares de trabajo fuera del gueto. A su vez, el Consejo Judío era un empleador importante, pues alrededor de 2.000 personas trabajaban en las escuelas, hospitales, farmacias, los tribunales y otras instituciones. Se había creado un servicio de policía judío del gueto, que constaba de 200 hombres.

## Resistencia

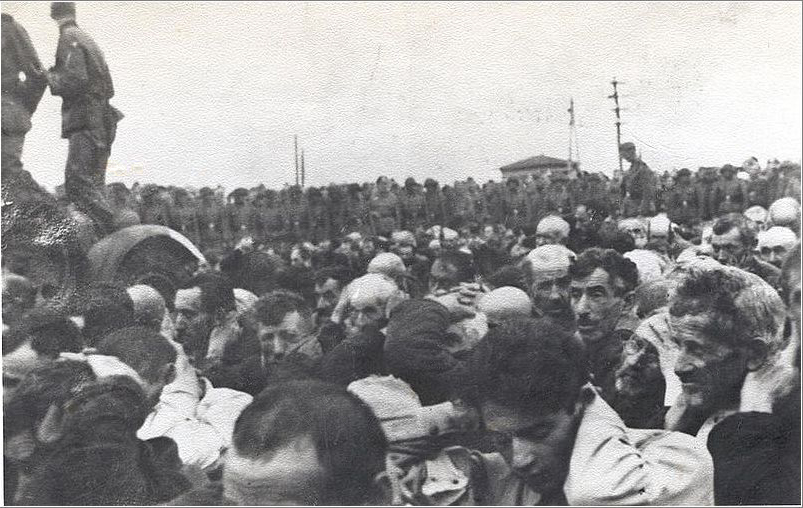
Cierre del gueto de Białystok, August 1943. Judíos siendo observados por militares alemanes.

Luego de diversas acciones individuales, en 1942 se crea el primer movimiento de resistencia unificado, denominado "Bloque nº1" o "Frente A", creados por grupos de comunistas, socialistas, bundistas y sionistas, y más tarde formarían también el "Bloque n°2".
Este movimiento fundó un archivo secreto, que se estableció a escondidas fuera del gueto y comenzó a recoger muchos datos e información sobre la vida en el gueto y los crímenes de los alemanes. A pesar de que los esfuerzos para cooperar con el ejército clandestino polaco, no tuvieron éxito, un pequeño grupo de combatientes de la resistencia judía logró escapar del gueto en diciembre de 1942 y unirse a los partisanos polacos.

## Clausura del gueto
Entre el 5 y el 12 de febrero de 1943 de los 40.000 habitantes del gueto fueron asesinados unas 2.000 personas y 10.000 fueron deportados al campo de exterminio de Treblinka, en el curso de la Operación Reinhard. En el verano de 1943, Himmler ordenó la liquidación inmediata del gueto, a pesar de las protestas locales y de las afirmaciones de que el campamento era útil desde una perspectiva económica. En la noche del 15 al 16 de agosto de 1943 el gueto rodeado por unidades de las Waffen-SS, la policía alemana y auxiliares ucranianos, informándose a los residentes que serían deportados a Lublin.
Entonces comenzó el levantamiento del movimiento clandestino de la insurgencia armada que duró hasta el 19 de agosto. Dado que los combatientes de la resistencia no fueron capaces de escapar del gueto, se retiraron a los refugios y escondrijos subterráneos, donde la mayoría de ellos fueron paulatinamente hallados y ejecutados.
Las deportaciones comenzaron el 18 de agosto y duraron tres días. 7.600 judíos fueron transportados a Treblinka, miles más (el número exacto es desconocido) a Majdanek. Una selección de prisioneros aptos para el trabajo fue enviados a Poniatowa, Bliżyn o Auschwitz. Más de 1.200 niños de 6 a 15 años fueron deportados el 23 de agosto a Theresienstadt, donde la mayoría de ellos murieron. Los sobrevivientes fueron llevados unas semanas después a Auschwitz-Birkenau, donde fueron gaseados con los 53 adultos que los acompañaron voluntariamente y bajo supervisión.
En Bialystok se mantuvo un "pequeño gueto" con los 2.000 judíos restantes, el cual fue disuelto después de tres semanas y enviados también a sus habitantes al campo de concentración de Majdanek, donde fueron muertos.

## Sobrevivientes
Al final de la Segunda Guerra Mundial, de sus casi 50.000 habitantes, tan solo entre 300 y 400 judíos del gueto de Białystok habían sobrevivido, ya sea como guerrilleros o en los campos de trabajo.
En 1998, cuatro estudiantes que decidieron en el marco de un concurso de historia para reconstruir la historia del gueto y los judíos de Bialystok, identificaron que la ciudad que actualmente cuenta con unos 300.000 habitantes, de los cuales tan sólo dos de ellos son judíos.